# Ensuès-la-Redonne
 Ensuès-la-Redonne  es una comuna y población de Francia, en la región de Provenza-Alpes-Costa Azul, departamento de Bocas del Ródano, en el distrito de Istres y cantón de Châteauneuf-Côte-Bleue.
Su población en el censo de 1999 era de 4.547 habitantes.
Está integrada en la Communauté urbaine Marseille Provence Métropole.